# Барбекю-болонья
Барбекю-болонья (англ. Barbecue bologna) или Копчёная болонья (англ. smoked bologna ) — блюдо из американского штата Оклахома, в основе которого лежит подкопченная колбаса. Его также называют вырезкой Оклахомы, ребрышками Оклахомы или Оклахомским стейком. Иногда его также подают в Теннесси и Техасе.

## Описание

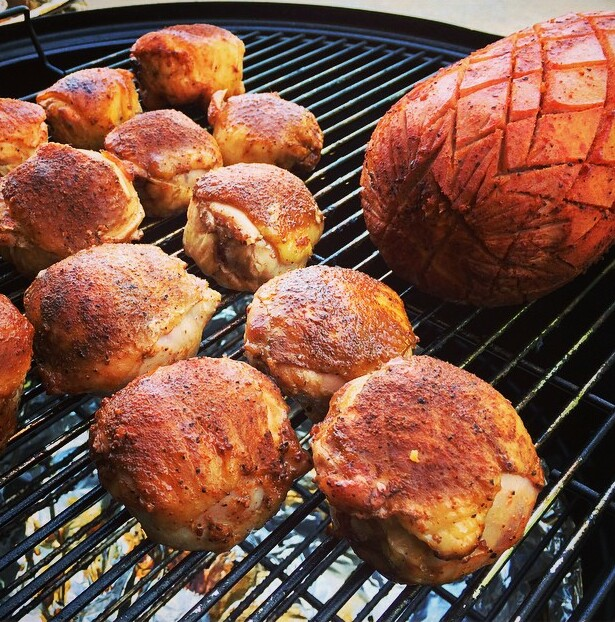
Копчёная курица и болонская колбаса на гриле.

Блюдо готовится путем копчения палки болонской колбасы, как правило, над тлеющей древесиной ореха пекан. На внешней части колбасы делаются надрезы в виде квадратов или ромбов перед копчением, что позволяет дыму проникать в мясо и придавать ему аромат. Колбасу можно поливать яблочным соком во время копчения, чтобы она оставалась влажной. 
Болонская колбаса может быть приготовлена из говядины, свинины, курицы или любой комбинации этих видов мяса. Иногда мясо приправляют перед копчением. Сладкие специи предпочтительнее из-за естественной солености и высокого содержания нитратов в болонье. Ломтики копченой болоньи часто жарят на гриле перед употреблением, а затем заправляют соусом барбекю на основе томатов и горчицы.
Барбекю-болонью обычно нарезают и едят как сэндвич на булочке или белом хлебе, иногда в сочетании с другими видами мяса для барбекю. Это также компонент блюда для барбекю.

## История
Барбекю-болонья была создана в Оклахоме. Предполагается, что она стала популярной из-за низкой цены колбасы болонья по сравнению с другими популярными видами мяса для барбекю. Блюдо прозвали вырезкой Оклахомы, ребрышками Оклахомы и стейком Оклахомы. Город происхождения барбекю-болонья является предметом споров, но часто происхождение приписывают ресторанам барбекю в Талсе или Оклахома-Сити. Барбекю-болонья считается основным блюдом барбекю в Оклахоме. Журнал Food Network назвал сэндвич с копченой болоньей сэндвичем, который представлял штат Оклахома в 2012 году.
Копченую болонью также часто подают в Теннесси как часть барбекю Мемфиса. В 2010-х годах копченую болонью также начали подавать в ресторанах Техаса, несмотря на то, что она не является традиционной частью барбекю в Техасе.